# One Day in Your Life (singolo Michael Jackson)
One Day in Your Life è una canzone del cantante statunitense Michael Jackson registrata per il suo album del 1975 Forever, Michael ma pubblicata su singolo solo nel 1981 per promuovere la raccolta One Day in Your Life, pubblicata dalla Motown.
La canzone riscosse molto successo nel Regno Unito, dove divenne la prima canzone da solista di Michael Jackson ad arrivare alla posizione numero 1 della classifica dei singoli.

## Descrizione
Il singolo, e l'omonima raccolta, vennero pubblicati dalla Motown, la vecchia etichetta di Jackson (abbandonata nel 1975 quando coi fratelli passò alla Epic Records), per sfruttare il momento positivo in seguito al successo ottenuto dall'album da solista di Jackson Off the Wall, pubblicato dalla Epic nel 1979. La canzone fu scritta e composta da Sam Brown III e Renée Armand come una ballata nostalgica in cui un giovane canta di un amore passato. Venne registrata verso la fine delle sessioni dell'album Forever, Michael con un Jackson ormai nel pieno dell'adolescenza (sedicenne alla registrazione del brano) e con una voce più profonda. La composizione di Brown utilizza arpeggi di chitarre come onde che danno al brano una sensazione nostalgica che rende la canzone adatta a tutte le epoche e a tutte le classifiche.

## Tracce
Vinile 7"
1. One Day in Your Life – 4:15 (Sam Brown III, Renée Armand)
2. Take Me Back – 3:24 (Edward Holland Jr, Brian Holland)

Nota: il lato B del singolo è Take Me Back, brano di Jackson tratto anch'esso dall'album del 1975 Forever, Michael.

## Classifiche
| Classifica (1981-1982)                 | Posizione |
| -------------------------------------- | --------- |
| Australia                              | 9         |
| Paesi Bassi                            | 1         |
| Regno Unito                            | 1         |
| Classifica generale di Billboard (USA) | 55        |
| Classifica (2009)                      | Posizione |
| Regno Unito                            | 94        |